# Сміливіше, біжімо
«Сміливіше, біжімо» (фр. Courage fuyons) — французька кінокомедія 1979 року, знята режисером Івом Робером, з Жаном Рошфором і Катрін Денев у головних ролях.

## Сюжет
Історія чоловіка та жінки, двох коханців, стосунки яких зайшли у глухий кут. Щоб закінчити їх, герой вдає, що в нього амнезія і втікає від подруги.

## У ролях
- Жан Рошфор: Мартін Бельом
- Катрін Денев: Єва
- Філіп Леруа: Шаламонд
- Мішель Бон: Ноель
- Роберт Веббер: Чарлі
- Крістіан Шарметан: П'єр Мартен
- Крістоф Бурсьє: Крістоф
- Домінік Лаванан: Матильда
- Мішель Омон: Франкі
- Жанін Сушон: асистент хіміка
- Жорж Обер: контролер
- Жерар Дармон: провокатор
- Мішель Бонне: людина з вулиці

## Знімальна група
- Режисер: Ів Робер
- Сценаристи: Жан-Лу Дабаді, Ів Робер
- Оператор: Ів Лафайє
- Композитор: Владимир Косма
- Продюсери: Ален Пуаре, Ів Робер